# Lekkoatletyka na Letnich Igrzyskach Paraolimpijskich 2004 – rzut oszczepem kl. F35 mężczyzn
W rzucie oszczepem kl. F35 (zawodnicy stojący z porażeniem mózgowym) mężczyzn podczas Letnich Igrzysk Paraolimpijskich 2004 rywalizowało ze sobą 9 zawodników.

## Wyniki

### Finał
| Poz. | Zawodnik           | Narodowość        | Rezultat | Uwagi |
| ---- | ------------------ | ----------------- | -------- | ----- |
| 1    | Guo Wei            | Chiny             | 46.06    | WR    |
| 2    | Fabian Michaels    | Południowa Afryka | 42.22    |       |
| 3    | Thierry Cibone     | Francja           | 41.73    |       |
| 4    | Faouzi Rzig        | Tunezja           | 39.75    |       |
| 5    | Li Weichun         | Chiny             | 38.82    |       |
| 6    | Sergiy Kolos       | Ukraina           | 36.73    |       |
| 7    | Eric Flemming      | Kanada            | 33.16    |       |
| 8    | Yan Feng           | Chiny             | 27.17    |       |
| 9    | Bernhard Eitzinger | Austria           | 26.28    |       |